# Coulouvray-Boisbenâtre
Coulouvray-Boisbenâtre – miejscowość i gmina we Francji, w regionie Normandia, w departamencie Manche.
Według danych na rok 1990 gminę zamieszkiwały 593 osoby, a gęstość zaludnienia wynosiła 34 osoby/km² (wśród 1815 gmin Dolnej Normandii Coulouvray-Boisbenâtre plasuje się na 381. miejscu pod względem liczby ludności, natomiast pod względem powierzchni na miejscu 162.).